# Lev Izrailevič Cucul'kovskij
Lev Izrailevič Cucul'kovskij (Mosca, 23 dicembre 1926 – 16 settembre 2016) è stato un regista sovietico.

## Filmografia parziale

### Regista
- Braslet-2 (1967)
- Tri nenastnych dnja (1978)
- Mera presečenija (1983)